# 10304 Iwaki
10304 Iwaki este un asteroid din centura principală de asteroizi.

## Descriere
10304 Iwaki este un asteroid din centura principală de asteroizi. A fost descoperit pe 30 septembrie 1989 la Kitami de Kin Endate și Kazuro Watanabe. Asteroidul prezintă o orbită caracterizată de o semiaxă mare de 2,57 ua, o excentricitate de 0,28 și o înclinație de 12,7° în raport cu ecliptica.